# يوليوس شتورم
يوليوس شتورم (بالألمانية: Julius Sturm)‏ (و. 1816 – 1896 م) هو شاعر، ومؤلف، وكاتب ألماني، ولد في باد كوستريتس، توفي في لايبزيغ، عن عمر يناهز 80 عاماً.

## التعليم
تعلم في جامعة ينا.

## روابط خارجية
- يوليوس شتورم على موقع ميوزك برينز (الإنجليزية)